# Sint-Quintinuskapel

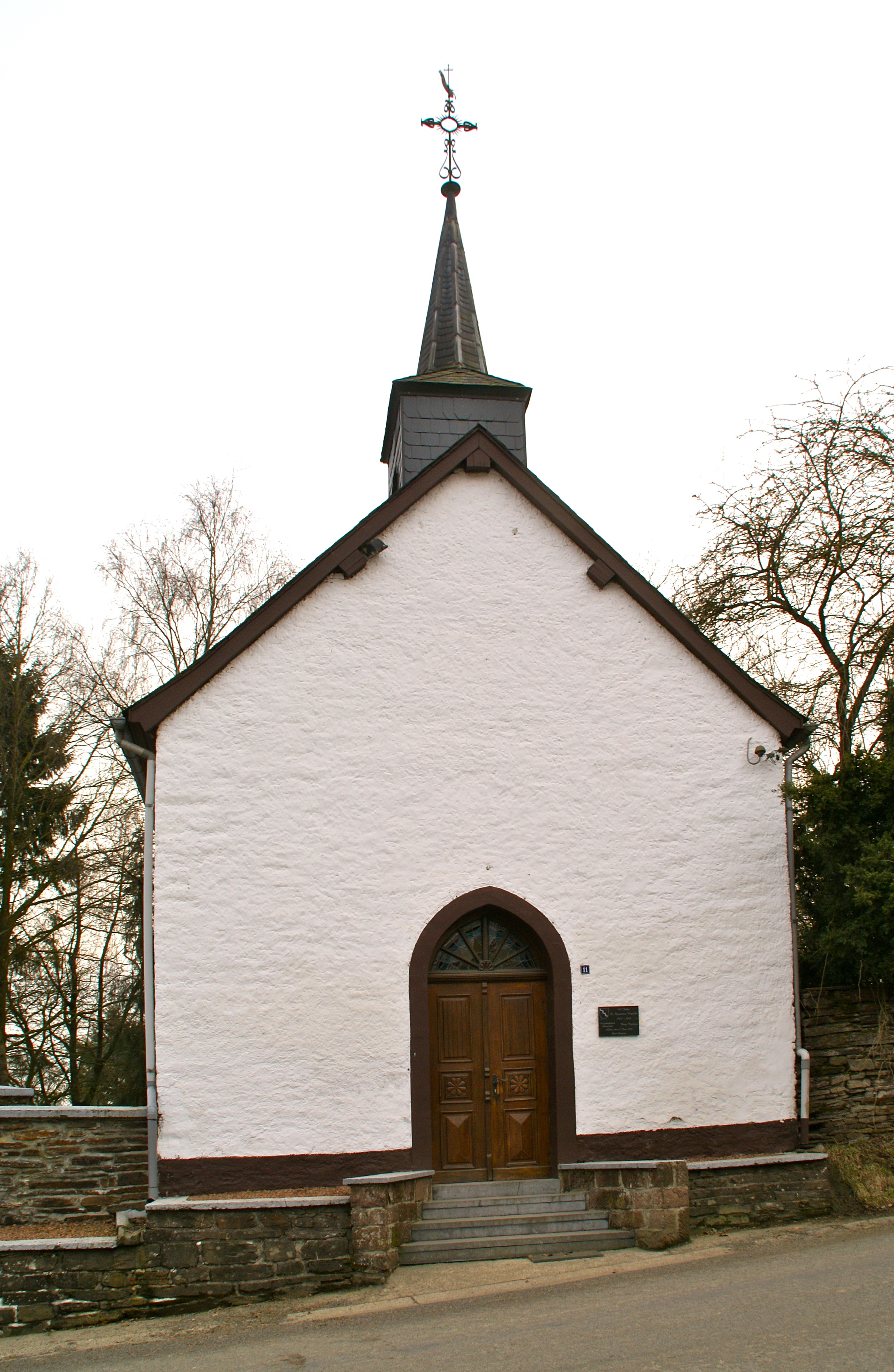
Sint-Quintinuskapel

De Sint-Quintinuskapel (Sankt Quintinus Kapelle) is een kapel, feitelijk een kerkje, in het tot de Luikse gemeente Burg-Reuland behorende dorp Alster.

## Geschiedenis
Een eerste kapel werd gebouwd in 1901, maar dit was eerder een -aan Sint-Quintinus gewijd- veldkapelletje of niskapelletje, en dat zou tegenover de ingang van de huidige kapel hebben gestaan.
De huidige kapel werd gebouwd in 1907 op grond die zich in particulier eigendom bevond. Hij is opgetrokken in witgepleisterde breuksteen. De kapel heeft een driezijdig afgesloten koor en een bescheiden vierkante dakruiter met naaldspits.
In 1998/1999 werd de wat onduidelijke bezitssituatie helder beschreven en sindsdien is de parochie van Reuland de wettelijke eigenaar van de kapel.